# أولاد العرايبي (سيدي قاسم)
أولاد العرايبي هو دُوَّار يقع بجماعة الساحل أولاد أحريز، إقليم برشيد، جهة الدار البيضاء سطات في المملكة المغربية. ينتمي الدوّار لمشيخة سيدي قاسم التي تضم 4 دواوير. يقدر عدد سكانه بـ 1080 نسمة حسب الإحصاء الرسمي للسكان والسكنى لسنة 2004.

## روابط خارجية
- البوابة الوطنية للجماعات الترابية
- المندوبية السامية للتخطيط